# HD 81411
HD 81411，又名CD-38 5541，SAO 200330、HR 3737，是一颗恒星，视星等为6.06，位于銀經265.15，銀緯7.8，其B1900.0坐标为赤經9h 20m 18s，赤緯-38° 7.8′ 41″。